# 崇祯历书
《崇祯历书》是崇祯帝为历法改革而下旨编著的一部丛书，因其年號為崇祯而得名；又称《時憲曆》，此曆法及其修訂版本由清朝初年源用至今。该书在崇祯二年（1629年）九月由礼部左侍郎徐光启成立曆局开始编写，到崇祯七年（1634年）十一月编完。由于徐光启在1633年病逝，之后的编纂工作由李天经主持。

## 书籍历史

### 修书缘由
崇祯年间，使用的历书是元朝郭守敬等人编制的《授時曆》，这部历书已施行了三百四十八年之久（于1281年实施，明朝立国后更名为《大統曆》沿用），误差也逐渐增大（《大統曆》不計算斗分差，而授時曆因制曆時冬至與近日點幾近重合而未考量近日點進動）。同时钦天监对1629年6月21日（崇祯二年五月乙酉朔）的日食预报明显错误，而礼部侍郎徐光启依据西洋方法的预报却符合天象，徐光启等因势提出改曆，遂得到批准。同年七月，礼部在宣武门内的首善书院开设曆局，由徐光启督修历法。

### 编纂过程
在编纂过程中，曆局聘请来华耶稣会的龙华民（意大利人，参与短期编制）、罗雅谷（葡萄牙人）、邓玉函（瑞士人，参与短期编制）、汤若望（日耳曼人）等人参与译书，编译或节译哥白尼、伽利略、第谷、开普勒等著名欧洲天文学家的著作。从崇祯二年到崇祯七年陆续编成书。

### 颁行应用
《崇祯历书》在1634年编完之后并没有立即颁行新历。新历的优劣之争一直持续了10年。在《明史·曆志》中记录了发生过的8次中西天文学的较量，包括日食、月食、木星、水星、火星的运动，最后崇祯帝“已深知西法之密”，并在崇祯十六年（1643年）八月下定颁布新历的决心，但颁行《崇祯历书》的命令还没有实施，明朝就已灭亡。之后由留在北京城中的汤若望删改《崇祯历书》至103卷，并由顺治帝将其更名为《西洋新法历书》，於順治二年（公元1645年）頒行。其中100卷本《西洋新法历书》被收入《四库全书》，但因避乾隆（弘曆）讳，易名为《西洋新法算书》。

## 书籍内容
崇祯历书共46种，137卷，其内容可以大致分为两个部分：
第一部分为西方天文学的理论，称为“基本五目”，分别为法原（天文学基础理论）、法数（天文用表）、法算（天文计算必备的平面、球面三角学、几何学等数学知识）、法器（天文仪器及使用方法）和会通（中西度量单位换算表）。这部分有40余卷，约占全书篇幅的三分之一。
第二部分是根据这些理论推算得到的天文表，称为“节次六目”，分别为日躔、恒星、月离、日月交合、五纬星、五星凌犯。
由于当时哥白尼体系在理论上、实测上都还不很成功，所以崇祯历书采用的是第谷的宇宙体系（这是介于哥白尼的日心体系和托勒密的地心体系之间的一种调和性体系），但书中对哥白尼的学说做了介绍并大量引用其在《天体运行论》中的章节，还认为哥白尼是欧洲历史上最伟大的四个天文学家之一。

## 曆法
崇禎曆書時憲曆历法的排定方法简述如下：
首先介绍一个概念：岁实，是太阳视运动在天球上连续两次通过冬至点的时间间隔。
中国传统历法编制要做的第一件事情就是定岁长，早期采用平氣法（平太阳），将岁实按时间等分来确定二十四节气。在发现岁差之后，不久历法就改用定氣法（真太阳），以实测太阳黄道位置来确定二十四节气。这里有个矛盾，历法要准确就必须采用实测，然而未来的太阳黄道位置无法测定，古人采用办法和现代科学方法原理一致，根据积累的数据，以插值的方法来确定未来年份的太阳黄道位置。这也就是为什么中国古代特别重视每年冬至和夏至的圭表测影（通过测量太阳高度来确定冬至和夏至的准确时刻）。
依據《清史稿‧時憲四》記載：「求閏月，以前後兩年有冬至之月為準。中積十三月者，以無中氣之月，從前月置閏。一歲中兩無中氣者，置在前無中氣之月為閏。」時憲曆排定次序，首先确定两个冬至之间岁实长度，然后排定曆月，再看两个冬至之间除去两个冬至所在月外有多少个整月（必定是十一个或者十二个。虽然民间以正月初一为岁首，但是排定历法却是以两个连续的冬至为始终。）。
冬至必落在十一月，介於兩冬至間的歲實，扣除兩個冬至所在的月後有十一完整月，就算存在無中氣之月亦不需置閏。如果有十二个整月则需置闰，此时置闰依照無中氣置閏规则，閏前不閏後。由于这十二个整月中，只有除了冬至以外的十一个中气，所以至少有一个月无中气。这十二个月中第一个无中气的月为闰月，它的名字叫“闰x月”，这个x，是它前一个月的名字。月序的确定，是以冬至於農曆的所在月（由冬至前新月出現那日至冬至後新月出現前一日）為十一月，於干支曆的所在月（大雪至小寒前一日）為子月。

## 书籍影响
大韓帝國光武元年（1897年），朝鮮高宗欽定國內曆書名為《明時曆》，意為“治曆明時”，具體計算方法則是採用參照西方天文學而寫成的中國曆法《時憲曆》。